# Advances in Space Research
Advances in Space Research  is een internationaal, aan collegiale toetsing onderworpen wetenschappelijk tijdschrift op het gebied van de astronomie. De naam wordt in literatuurverwijzingen meestal afgekort tot Adv. Space Res.
Het wordt uitgegeven door Elsevier namens de COSPAR en verschijnt 27 keer per jaar.
Het eerste nummer verscheen in 1981.